# Neoeutegaeus silvicola
Neoeutegaeus silvicola är en kvalsterart som först beskrevs av Hammer 1962.  Neoeutegaeus silvicola ingår i släktet Neoeutegaeus och familjen Eutegaeidae. Inga underarter finns listade i Catalogue of Life.